# James Murray (comediante)
James Stephen "Murr" Murray (nacido el 1 de mayo de 1976) es un comediante, actor, autor y productor de comedia de improvisación estadounidense del distrito de Staten Island en la ciudad de Nueva York. Es miembro de Los Tenderloins, una compañía de comedia que está formada por él mismo, Brian Quinn y Sal Vulcano, y anteriormente Joe Gatto. Junto con los otros miembros de Los Tenderloins, protagoniza la serie de televisión Impractical Jokers, que se estrenó el 15 de diciembre de 2011 en TruTV.

## Primeros años
Murray nació en Staten Island, Nueva York, Nueva York , y es de ascendencia irlandesa e italiana. Asistió a la preparatoria Monsignor Farrell en ese distrito, donde conoció a sus futuros compañeros de comedia Joe Gatto, Brian Quinn y Sal Vulcano en el primer año. Se graduó en 1994. Murray se graduó más tarde de la Universidad de Georgetown, en Washington D. C..

## Carrera

### Etapa temprana
En 1998, Murray produjo, escribió y dirigió una película titulada Damned! (¡Maldito!), protagonizada por Jeremy Guskin como Jesús en un recuento alternativo de la Biblia. En lugar de pagar por un Ford Taurus, los padres de Murray pagaron la producción de esta película a pedido suyo.
Después de estar separados durante años, Murray, Gatto y Vulcano se reunieron después de graduarse de la universidad y comenzaron a practicar la improvisación en la casa de Gatto, luego fueron de gira como una compañía de comedia de improvisación y sketches en 1999, y se hicieron llamar Los Tenderloins.
Los Tenderloins comenzaron a producir sketches de comedia juntos, los publicaron en YouTube, MySpace y Metacafe, y posteriormente acumularon millones de visitas en línea. En 2007, la compañía ganó los $ 100.000 del premio mayor en la NBC "It's Your Show" en competición con "Time Thugs".

### Impractical Jokers  y otros programas de televisión
Impractical Jokers se estrenó el 15 de diciembre de 2011 en TruTV, que fue visto por más de 32 millones de espectadores en su primera temporada. El programa se ha convertido en la serie más popular de TruTV.
En 2019, Murray, junto con los otros miembros de Los Tenderloins, protagonizó Índice de miseria, que es presentado por Jameela Jamil y está basado en el juego de cartas de Andy Breckman "Shit Happens".
Impractical Jokers: La película se estrenó el 21 de febrero de 2020.

### Otros programas
Murray trabajó en NorthSouth Productions, donde fue vicepresidente sénior de desarrollo, y se fue en febrero de 2018. En 2018, lanzó un libro de ciencia ficción/terror llamado Awakened, que fue coescrito por Darren Wearmouth y gira alrededor de un monstruo que vive en el metro de la ciudad de Nueva York. Una secuela, llamada The Brink, fue lanzada en 2019. En 2020, Murray y Wearmouth coescribieron otra novela de terror, Don't Move, que sigue a un grupo de campistas que son perseguidos por un arácnido gigante. En 2021 publicaron un thriller, The Stowaway, sobre un asesino en serie a bordo de un crucero.

## Vida personal
Como resultado de un triple castigo en Impractical Jokers, Murray tiene un tatuaje de un hurón saltando en paracaídas como referencia a un castigo anterior. El 13 de marzo de 2014, Murray se casó con la hermana de Sal Vulcano, Jenna Vulcano, como resultado del castigo de Sal en el final de la temporada 3, fueron cuñados; anularon el matrimonio poco tiempo después.
En 2019, Murray se comprometió con Melyssa Davies, a quien conoció en la fiesta de lanzamiento de su libro Awakened. Murray se casó con Davies el 25 de septiembre de 2020.

## Filmografía

### Películas
| Año  | Título                                         | Rol           | Notas         |
| ---- | ---------------------------------------------- | ------------- | ------------- |
| 1997 | Private Parts                                  | Estudiante    | No acreditado |
| 1998 | Damned!                                        | Judas         |               |
| 2017 | Return to Return to Nuke 'Em High AKA Volume 2 | Chuck Flingus |               |
| 2017 | Christmas Time                                 | Dr. Murphy    |               |
| 2020 | Impractical Jokers: The Movie                  | El mismo      | Escritor      |

### Televisión
| Año           | Título                              | Rol               | Notas                                                      |
| ------------- | ----------------------------------- | ----------------- | ---------------------------------------------------------- |
| 2009          | Los Tenderloins                     | El mismo          | Película de televisión                                     |
| 2011–presente | Impractical Jokers                  | El mismo          | Miembro principal. También productor y productor ejecutivo |
| 2015          | Bones                               | Murray            | Episodio: "The Senator in the Street Sweeper"              |
| 2016          | 12 Monkeys                          | Desk Clerk        | Episodio: "Bodies of Water"                                |
| 2017          | Drunk History: UK                   | Drunk Storyteller | Episodio: "Billy the Kid/Elizabeth I"                      |
| 2017          | Impractical Jokers: After Party     | El mismo          | Miembro principal                                          |
| 2018          | The Last Sharknado: It's About Time | Eastwood          | Television film                                            |
| 2018          | Gods of Medicine                    | Todd James        | 3 episodios                                                |
| 2019–presente | Índice de Miseria                   | El mismo          | Miembro principal                                          |
| 2020–2021     | Impractical Jokers: Dinner Party    | El mismo          | Miembro principal                                          |
| 2020          | MacGyver                            | maître d'         | Episodio: "Mac + Desi + Riley + Aubrey"                    |
| 2021          | Down to Business                    | El mismo          | Episodio: "Down to Laugh"                                  |